# Estación de Orihuela-Miguel Hernández
Orihuela-Miguel Hernández o simplemente Orihuela es una estación de ferrocarril situada en la ciudad española de Orihuela, en la provincia de Alicante, Comunidad Valenciana. Por ella circulan trenes de Alta Velocidad, Larga distancia, media distancia y cercanías pertenecientes a la línea C-1 de Cercanías Murcia/Alicante. Además, y debido a su carácter intermodal, también concentra los servicios de autobuses urbanos e interurbanos de la ciudad.

## Situación ferroviaria
Se encuentra en la línea férrea de ancho ibérico Alicante-El Reguerón, pk 52,5 a 24,12 metros de altitud. El tramo es de vía única y está sin electrificar.
También está situada en el km 507,58 de la LAV Madrid-Levante, dentro del tramo Monforte del Cid-Murcia y perteneciente al corredor mediterráneo.

## Historia

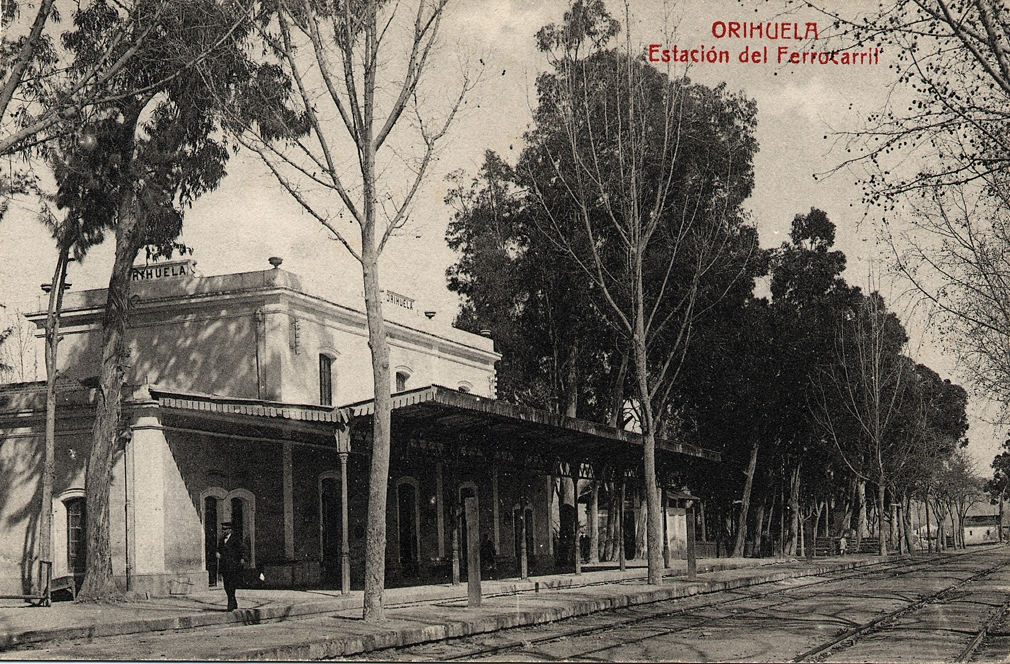
La estación de «Andaluces», a comienzos del.

La estación original fue inaugurada el 11 de mayo de 1884 con la puesta en funcionamiento de la línea Alicante-Alquerías. Las obras corrieron a cargo de la Compañía de los Ferrocarriles Andaluces, que de esta forma expandía su red fuera de su principal zona de actuación. La línea enlazaba en Alquerías con la línea Chinchilla-Cartagena de MZA, lo que permitió unir Alicante con Murcia. En 1941, con la nacionalización de la red ferroviaria de ancho ibérico, la estación pasó a ser gestionada por RENFE.
En 1996 ante la eminente construcción de una estación de autobuses, al entonces Jefe de Comercial de Renfe en Alicante, D. Ramón Porrero García se le ocurrió la idea de esta Intermodal, en unión del entonces responsable de Urbanismo del Ayuntamiento de Orihuel D. Jesús Roca, propusieron al entonces Ilmo. Sr. Director General de la Consellería de Urbanismo y Obras Públicas D. Pablo Solano, quien con el Sr. Porrero desarrollaron la idea.En 1998 se iniciaró la construcción de una nueva estación, de diseño moderno, que fue puesta en funcionamiento entre 1999 y el año 2000. El recinto de carácter intermodal une servicios ferroviarios a los propios de una estación de autobuses.
En 2010, y para conmemorar el centenario del nacimiento del poeta Miguel Hernández, el Ministerio de Fomento decidió añadir su nombre al de la estación que pasó a llamarse Orihuela-Miguel Hernández.
El 1 de octubre de 2012, todos los servicios de la estación fueron traslados a un recinto provisional situado a unos 300 metros del actual debido a las obras del tramo Orihuela-Colada de la Buena Vida de la línea de alta velocidad Madrid-Levante. Las instalaciones habilitadas disponen de una superficie total de casi 6 000 metros cuadrados, con dos andenes de 240 metros de longitud cada uno.
Poco antes de finalizar las obras del tramo Orihuela-Colada de la Buena Vida de la línea de alta velocidad Madrid-Levante, en febrero de 2015, se trasladó la estación a su edificio original, que quedó en superficie a unos metros de las nuevas vías, que discurren soterradas en el tramo en el que atraviesan el núcleo urbano de Orihuela, entre el río Segura y el paso de Arneva.
El 1 de febrero de 2021 se puso en servicio el tramo Monforte del Cid-Elche-Orihuela-Beniel de la línea de alta velocidad Madrid-Levante. El tramo Beniel-Murcia será puesto en servicio posteriormente hasta que finalizan la obras de soterramiento en la capital murciana.

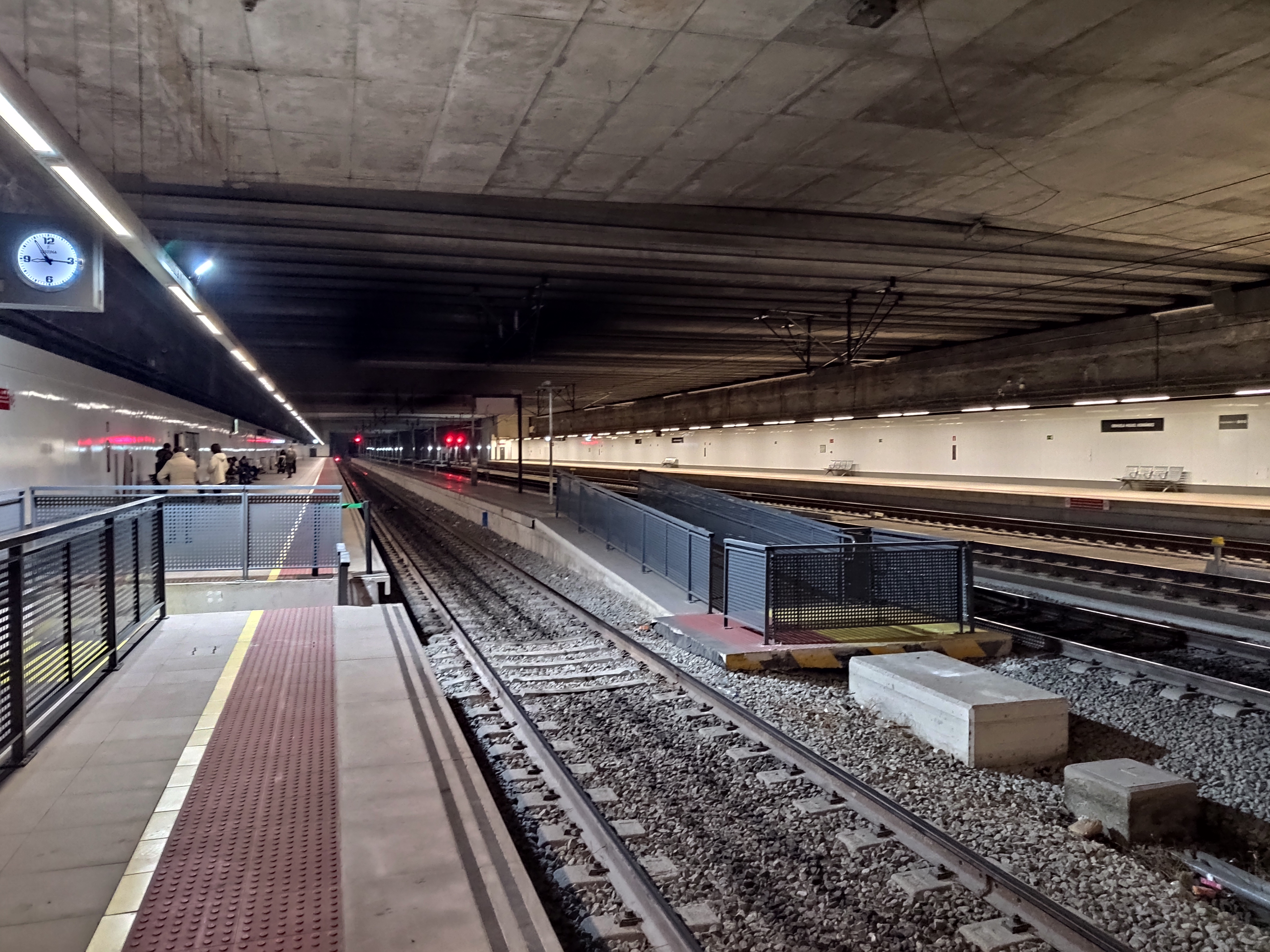
Andenes de la estación.

## Servicios ferroviarios

### Alta Velocidad
Los trenes AVE conectan Orihuela con Murcia, Elche y Madrid en 2 horas y 21 minutos en el servicio directo, 3 horas y 15 minutos si se desvía por Alicante realizando paradas en todas las estaciones.

### Larga Distancia
Los trenes Talgo que unen la Región de Murcia con Cataluña y el sur de Francia conforman el tráfico de largo recorrido con parada en la estación.

### Media Distancia
Los servicios de media distancia tienen como principales destinos las ciudades de Murcia, Cartagena, Alicante, Valencia y Zaragoza

### Cercanías
La estación forma parte de la línea línea C-1 de Cercanías Murcia/Alicante. Es parada de los trenes CIVIS de la línea.